# خافيير فرنانديز أغوادو
خافيير فرنانديز أغوادو (بالإسبانية: Javier Fernández Aguado)‏ هو كاتب غير روائي واقتصادي إسباني، ولد في 1961 في مدريد في إسبانيا.